# Komenda Rejonu Uzupełnień Konin

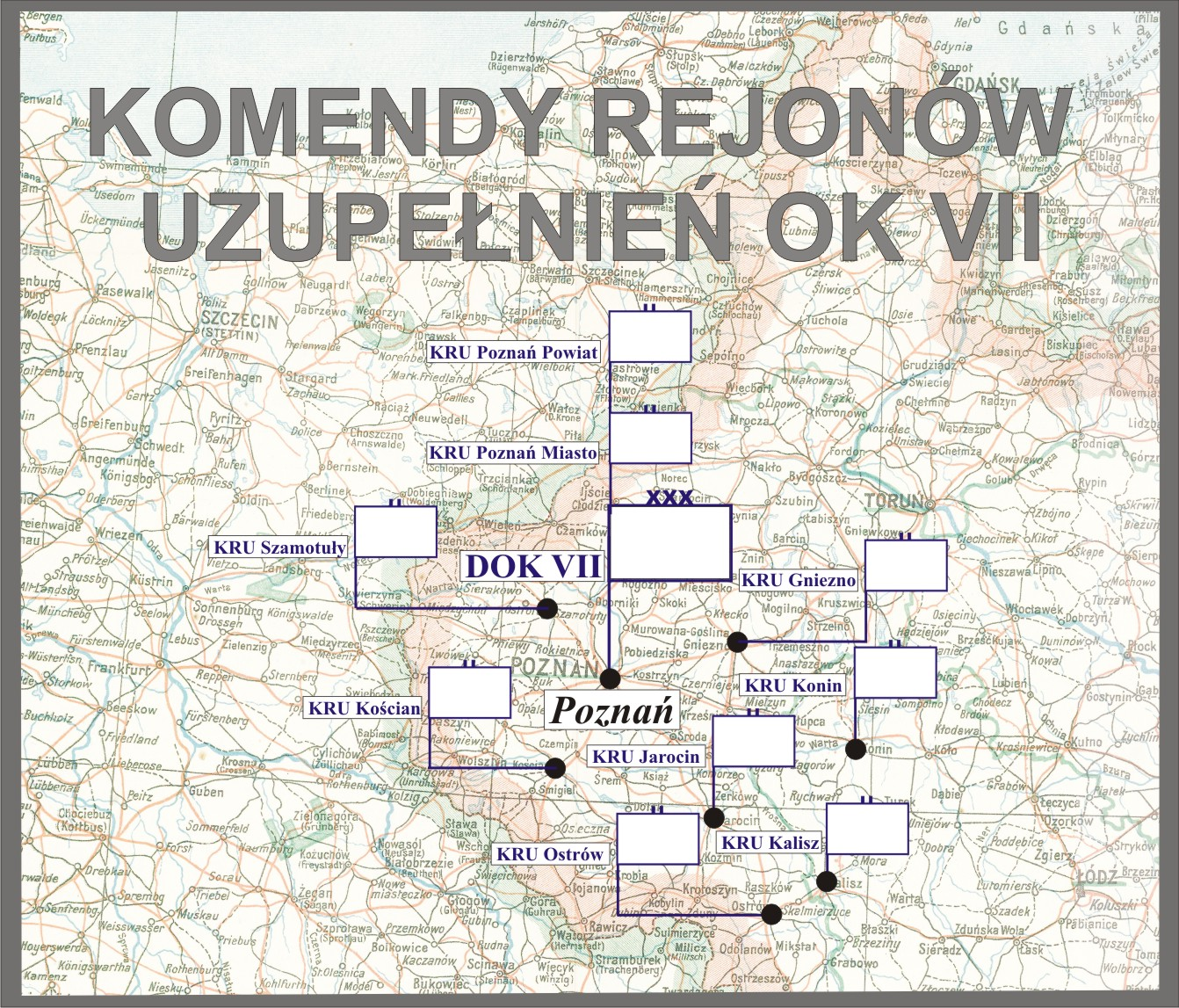
Komendy rejonów uzupełnień DOK VII

Komenda Rejonu Uzupełnień Konin (KRU Konin) – organ wojskowy właściwy w sprawach uzupełnień Sił Zbrojnych II Rzeczypospolitej i administracji rezerw w powierzonym mu rejonie.

## Historia komendy
W sierpniu 1919 roku na terenie Okręgu Generalnego „Łódź” została utworzona Powiatowa Komenda Uzupełnień 18 pp w Koninie. PKU 18 pp obejmowała swoją właściwością powiaty: koniński, kolski i słupecki.
W marcu 1930 roku PKU Konin nadal podlegała Dowództwu Okręgu Korpusu Nr VII i administrowała powiatami: konińskim, kolskim i słupeckim. W grudniu tego roku posiadała skład osobowy typ I.
31 lipca 1931 roku gen. dyw. Kazimierz Fabrycy, w zastępstwie ministra spraw wojskowych, rozkazem B. Og. Org. 4031 Org. wprowadził zmiany w organizacji służby poborowej na stopie pokojowej. Zmiany te polegały między innymi na zamianie stanowisk oficerów administracji w PKU na stanowiska oficerów broni (piechoty) oraz zmniejszeniu składu osobowego PKU typ I–IV o jednego oficera i zwiększeniu o jednego urzędnika II kategorii. Liczba szeregowych zawodowych i niezawodowych oraz urzędników III kategorii i niższych funkcjonariuszy pozostała bez zmian.
Z dniem 1 kwietnia 1932 roku powiat słupecki w województwie łódzkim został zniesiony, a jego terytorium włączone do powiatu konińskiego.
1 lipca 1938 roku weszła w życie nowa organizacja służby uzupełnień, zgodnie z którą dotychczasowa PKU Konin została przemianowana na Komendę Rejonu Uzupełnień Konin przy czym nazwa ta zaczęła obowiązywać 1 września 1938 roku, z chwilą wejścia w życie ustawy z dnia 9 kwietnia 1938 roku o powszechnym obowiązku wojskowym. Obok wspomnianej ustawy i rozporządzeń wykonawczych do niej, działalność KRU Konin normowały przepisy służbowe MSWojsk. D.D.O. L. 500/Org. Tjn. Organizacja służby uzupełnień na stopie pokojowej z 13 czerwca 1938 roku. Zgodnie z tymi przepisami komenda rejonu uzupełnień była organem wykonawczym służby uzupełnień .
Komendant rejonu uzupełnień w sprawach dotyczących uzupełnień Sił Zbrojnych i administracji rezerw podlegał bezpośrednio dowódcy Okręgu Korpusu Nr VII, który był okręgowym organem kierowniczym służby uzupełnień. Rejon uzupełnień nie uległ zmianie i nadal obejmował powiaty: koniński i kolski.

## Obsada personalna
Poniżej przedstawiono wykaz oficerów zajmujących stanowisko komendanta Powiatowej Komendy Uzupełnień i komendanta rejonu uzupełnień oraz wykaz osób funkcyjnych (oficerów i urzędników wojskowych) pełniących służbę w PKU i KRU Konin, z uwzględnieniem najważniejszych zmian organizacyjnych przeprowadzonych w 1926 i 1938 roku.
Komendanci
- płk Kazimierz Żmigrodzki (1920[12])
- ppłk piech. Jan Sandecki (1923[13] – I 1924 → komendant PKU Konin[14])
- ppłk piech. Bolesław Paukszt (I 1924[14][15] – 30 IX 1927 → stan spoczynku[16])
- płk piech. Edward Kańczucki (X 1927 – III 1929 → inspektor poborowy OK II)
- ppłk piech. Stanisław Krzyż (III – XII 1929 → PKU Poznań Miasto)
- ppłk piech. Ludwik Eugeniusz Stankiewicz (XII 1929 – III 1930 → komendant PKU Jarocin)
- mjr piech. Józef Gajdzica[a] (III 1930[19] – VII 1935 → dyspozycja dowódcy OK VII[20])
- mjr piech. Władysław Walerian Herman[b] (VIII 1935[22] – 1939[23])

Obsada pozostałych stanowisk funkcyjnych PKU w latach 1921–1925
- I referent – kpt. piech. Wacław I Nowacki[c] (1923 – II 1926 → kierownik I referatu)
- II referent
  - urzędnik wojsk. XI rangi Jan Paulin Różycki (1923)
  - kpt. Stefan Tworkowski (od XII 1923[27])
  - kpt. rez. piech. Henryk Plater-Zyberk (VI 1924[28] – I 1925[29] → referent inwalidzki PKU Poznań Miasto)
  - por. kanc. Marian Jaroszewski (I 1925[29] – II 1926 → referent)
- oficer instrukcyjny
  - por. piech. Stanisław Konstanty Malenda[d] (do X 1924[36] → 68 pp)
  - por. piech. Jan Gil (od X 1924[36])
- oficer ewidencyjny na powiat kolski – urzędnik wojsk. XI rangi / por. kanc. Wacław Tomaszewski (22 VI 1923[37] – II 1925[38] → OE Rejonu IV PKU Warszawa Miasto II)
- oficer ewidencyjny na powiat koniński – urzędnik wojsk. XI rangi Michał Biły (1 VI[39] – XII 1923[40] → OE Ostrów Poznański PKU Ostrów Poznański)
- oficer ewidencyjny na powiat słupecki – urzędnik wojsk. XI rangi / por. kanc. Marian Jaroszewski (1 VI 1923[39] – I 1925 → II referent)

Obsada pozostałych stanowisk funkcyjnych PKU w latach 1926–1938
- kierownik I referatu administracji rezerw i zastępca komendanta
  - kpt. piech. Wacław I Nowacki (II 1926 – †19 VII 1927 Rajcza[46])
  - mjr piech. Michał Kaczkowski (od IX 1927[47])
  - mjr piech. Józef Gajdzica (do III 1930[19] → komendant PKU)
  - kpt. piech. Bronisław Morgiewicz (IX 1930[48] – VI 1938 → kierownik I referatu KRU)
- kierownik II referatu poborowego
  - por. kanc. Władysław Struk (od II 1926)
  - por. kanc. Zdzisław Toczewski (był w 1928 – IX 1930[49] → kierownik II referatu PKU Mińsk Mazowiecki)
  - por. kanc. Marian Jaroszewski[e] (IX 1930 – 1 VIII 1932[52] → praktykę u płatnika 77 pp)
  - kpt. piech. Wilhelm Karol Mylius (1932[53] – VI 1934[54] → PKU Lublin Miasto)
  - kpt. piech. Tadeusz Leonard Geras (VI 1934[55] – VI 1938 → kierownik II referatu KRU)
- referent – por. kanc. Marian Jaroszewski (II 1926 – IX 1930[56] → kierownik II referatu)

Obsada pozostałych stanowisk funkcyjnych KRU w latach 1938–1939
- kierownik I referatu ewidencji – kpt. adm. (piech.) Bronisław Morgiewicz †1940 Charków[58]
- kierownik II referatu uzupełnień – kpt. adm. (piech.) Tadeusz Leonard Geras (→ Dep. Uzup. MSWojsk.)